# 푸루차오
푸루차오(중국어 정체자: 傅如喬, 병음: Fù Rúqiáo, 한자음: 부여교, 영어: Meddhi Fu, 1999년 5월 28일 ~ )는 중화민국 출신의 가수다. 